# William Richard Gowers

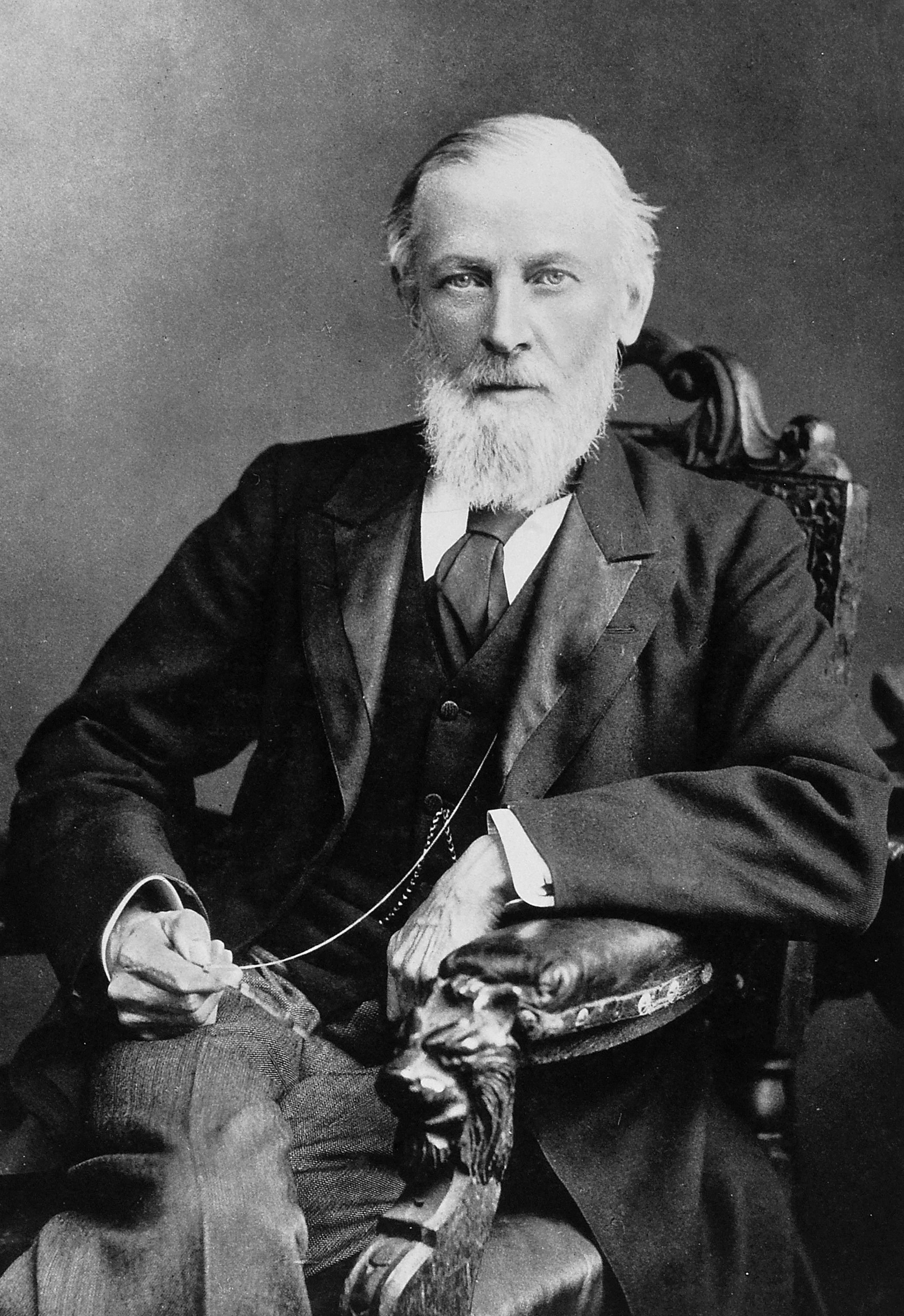
Sir William Richard Gowers

Sir William Richard Gowers (* 20. März 1845 in London; † 4. Mai 1915 ebenda) war ein britischer Neurologe. Seinen Namen tragen
- das Gowers-Zeichen, auch genannt Gowersmanöver, ein typischer Befund bei Patienten mit progressiver Muskeldystrophie, sowie
- der Tractus spinocerebellaris anterior (Gowersbündel).

## Biographie
Gowers war der Sohn von William Gowers und dessen Ehefrau Ann Venables. Nach seiner Schulzeit, die Gowers in der Christ Church School in Oxford absolviert hatte, begann er am University College London Medizin zu studieren. Dort wurde er Schüler u. a. von Sir William Jenner.
1875 heiratete Gowers Mary Baines. Mit ihr hatte er zwei Töchter und zwei Söhne; darunter den Schriftsteller Ernest Gowers. 1897 wurde Gowers zum Ritter geschlagen. Im Alter von 70 Jahren starb Sir William Richard Gowers am 4. Mai 1915 in London.
Ein Ur-Urenkel von ihm ist der Mathematiker William Timothy Gowers (* 1963).

## Schriften in deutscher Übersetzung

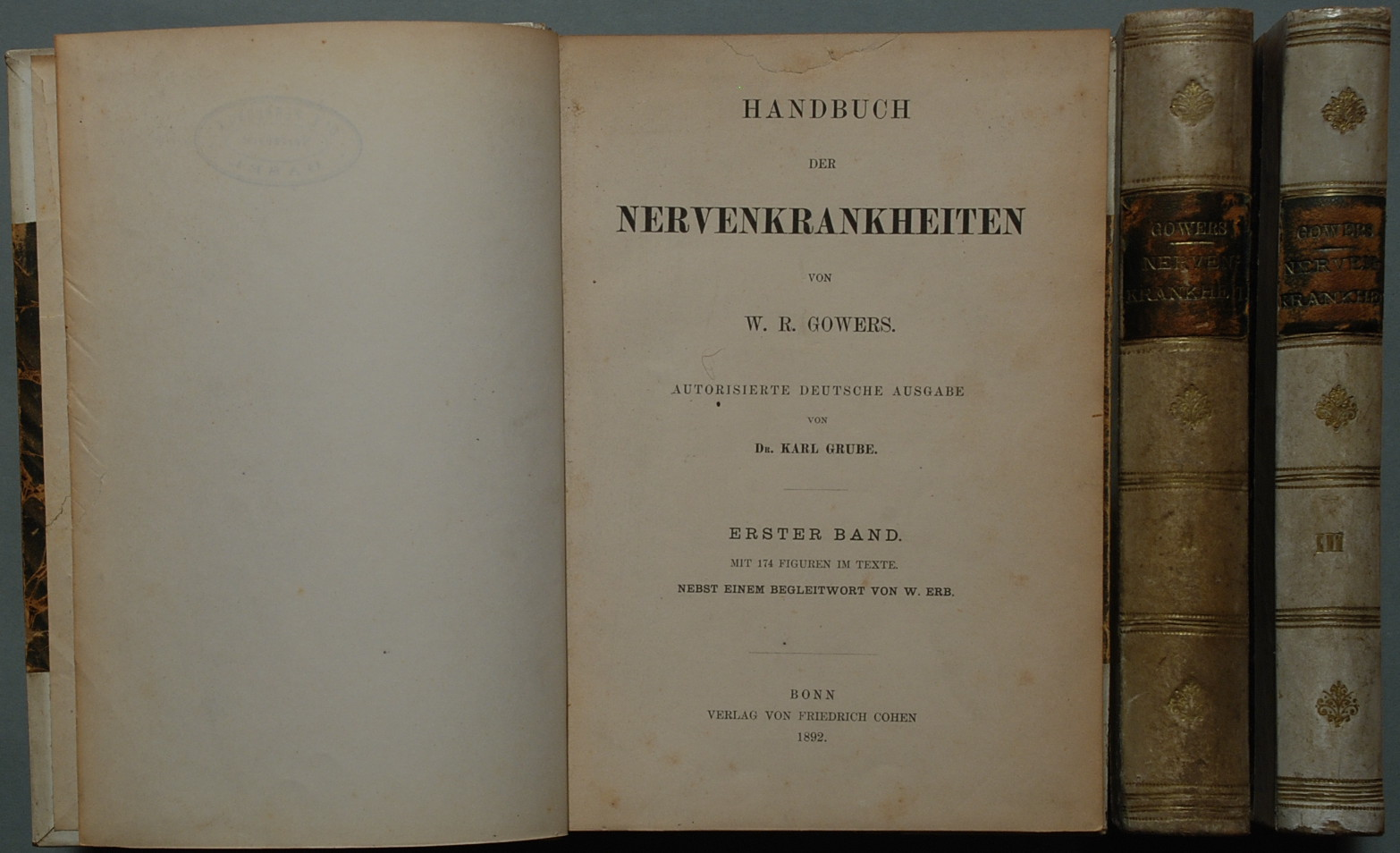
Deutsche Erstausgabe von Gowers Hauptwerk

- Diagnostik der Rückenmarkskrankheiten. 3. Auflage. Wien: Wilhelm Braumüller, 1885. 296 Seiten.
- Vorlesung über die Diagnostik von Gehirnkrankheiten. (Lectures on the diagnosis of diseases of the brain.) Freiburg: Mohr, 1886. 296 Seiten.
- mit Victor Horsley: Ein Fall von Rückenmarksgeschwulst mit Heilung durch Exstirpation. (A case of tumor of the spinal cord. Removal) [In: Med. Chir. Tr. Band 53, 1888, S. 39 ff.] Berlin: Hirschwald, 1889. 71 Seiten.
- Handbuch der Nervenkrankheiten. (A manual of diseases of the nervous system.) Bonn: Cohen, 1892. 3 Bände.
- Die Ophthalmoskopie in der inneren Medizin. Leipzig und Wien: Frank Deuticke, 1893.
- Syphilis und Nervensystem. (Syphilis and the nervous system.) Berlin: Karger, 1893. 85 Seiten.
- Epilepsie. (Epilepsy and other chronic convulsive diseases.) 2. Auflage. Leipzig: Deuticke, 1902. 336 Seiten.
- Das Grenzgebiet der Epilepsie. (The border-land of epilepsy.) Leipzig: Deuticke, 1908. 116 Seiten.